# Der schwarze Hai
Der schwarze Hai ist das zweite Soloalbum des Rappers Kaisa. Es erschien am 10. August 2008 mit vertrieblicher Mithilfe von Distributionz und Sony BMG über das Label Hell Raisa Records. Das Doppelalbum stellt mit 34 Liedern Kaisas umfassendsten Tonträger dar. Ebenso wie seine früheren Veröffentlichungen konnte auch dieses Album keine Platzierung in den Charts belegen.

## Entstehung und Konzept
Das Doppelalbum ist die vierte Veröffentlichung von Jacques Linon, dem Träger des Künstlernamens Kaisa, im Jahr 2008. Am 14. März veröffentlichte er das Streetalbum Dorn im Auge sowie neun Tage später die Keine Wärme EP. Am 30. Mai folgte zusammen mit MC Basstard das Kollaborationsalbum 666, welches eine Wiederveröffentlichung von Das Omen mit vier neuen Liedern darstellt. Kaisa arbeitete zirka neun Monate an Der schwarze Hai, das etwa zwei Jahre nach seinem ersten Soloalbum erschien. Über diesen Zeitabstand äußerte er sich im Interview wie folgt:

„Ich will nicht jedes Jahr ein großes Projekt rausbringen, denn bei meinen richtigen Alben brauche ich viel Zeit, um sie zu verpacken. Daran hängen ja auch die Promotion, die Videos und der Vorschuss. Daher veröffentliche ich zwischendurch meine Straßenalben, die mir viel Spaß machen und mit denen ich auch auf Tour gehe. Ich möchte keines meiner Produkte herabwerten, doch trotzdem steckt hinter den großen Alben viel mehr Aufwand und die Themenauswahl ist weit ausgefeilter.“

Die Musikstücke entstanden zum Teil während eines Urlaubs in der Dominikanischen Republik und in einer Suite, die Kaisa zusammen mit seinem Tonmann mietete. Von 38 aufgenommenen Liedern schafften es schließlich 34 aufs Album. Den Albumtitel Der schwarze Hai gab es als Liedname schon auf dem ersten Soloalbum Nixx für Kinda. Produziert wurde das Album hauptsächlich von Undercover Molotov, Baller Beats, dESERTBeatz,  und Syndicate Beats. Zum Konzept äußerte sich der Künstler folgendermaßen:

„Im Endeffekt wollte ich wieder eine richtige Rap-Platte machen. Die Schiene, die ich fahre, sehe ich nicht als HipHop, auch wenn viele Leute das so wahrnehmen. Du hörst bei mir keine kitschig gepitchten Soulsamples Marke Dipset und den ganzen Standardscheiß. Meine Musik fällt in eine eigene Sparte. Die Raps und Beats sind stark von der Musik der achtziger Jahre beeinflusst“

## Titelliste
| CD 1 | CD 2 |
| --- | --- |
| 1. Krieg mit der ganzen Welt – 01:30 2. Minus Null – 03:01 3. In voller Montur – 03:45 4. Kleine Hexe – 04:10 5. Harte Sprache – 04:54 6. Fieber – 03:57 7. Sternenfänger – 03:42 8. Hell Raisa Generation – 03:05 9. Nachtaktiv – 03:36 10. Den ganzen Weg – 04:07 11. Lord Of War – 03:30 12. Auf Kaution – 03:28 13. Kinda an der Macht (feat. Hassmonsters) – 04:01 14. Waage des Schicksals – 03:38 15. Miami – 03:34 16. Schwarzes Loch – 01:15 | 1. Flaschenpost – 04:43 2. Wenn du Geld hast (feat. Skinny Al) – 03:24 3. Anarchie – 03:20 4. Kontra kontrovers – 03:49 5. Ghostrider – 04:00 6. Der Agent – 03:10 7. Kameradenschwein (feat. Fatal) – 03:37 8. Down Town – 03:25 9. Schwarz auf Weiß – 01:24 10. So trostlos so traurig – 03:35 11. Der Fremde – 03:23 12. Wünsch dir was – 04:59 13. Zeitmaschine – 03:32 14. Grimmig guckt das Kleinkind – 03:27 15. Starkstrohm – 03:18 16. Alles Clowns – 03:21 17. Genug von euch – 03:39 18. Happy End – 03:17 |

## Vermarktung
Der schwarze Hai ist die erste Veröffentlichung von Kaisa, bei welcher viel Wert auf eine umfassende Vermarktung gelegt wurde. Zeitgleich mit der Ankündigung des Tonträgers wurde die Website komplett überarbeitet und optisch an die Albumillustration angepasst. Ein Monat vor der Publikation stellte Kaisa ein elf-minütiges Video-Statement ins Internet, in dem er erstmals über das Album sprach und dem Zuschauer ein paar Lieder des Albums vorspielte. Eine Woche später wurde die komplette Titelliste veröffentlicht sowie ein Snippet zur ersten CD des Albums. Ein Gewinnspiel überbrückte die Zeit zur Veröffentlichung des Snippets zur zweiten CD sowie zum Musikvideo des Liedes Minus Null. Regie führte Kaisa selbst, die Kameraführung übernahm Volker Langholz und produziert hat das Video Victoria Siempre KG. Vier Tage vor der Albumpublikation veranstaltete der Rapper in Halle eine Record Release Party, auf welcher er von DJ Reaf unterstützt sein Album vorstellte. Zwei Tage später gab er in Chemnitz eine 90-minütige Autogrammstunde. Nach der Veröffentlichung fand am 1. November das Anarchie-Festival statt, auf dem Kaisa zusammen mit den Anarchie Clowns live auftrat. Das Musikvideo zur Single-Auskopplung Anarchie wurde schon abgedreht. Des Weiteren ist ein Kaisa MP3-Player zu erstehen, der 17 Lieder des Albums enthält sowie den kompletten Live-Mitschnitt vom Anarchie Festival.